# 285年
| 千纪： | 1千纪                                                                                           |
| 世纪： | 2世纪 \| 3世纪 \| 4世纪                                                                         |
| 年代： | 250年代 \| 260年代 \| 270年代 \| 280年代 \| 290年代 \| 300年代 \| 310年代                       |
| 年份： | 280年 \| 281年 \| 282年 \| 283年 \| 284年 \| 285年 \| 286年 \| 287年 \| 288年 \| 289年 \| 290年 |
| 纪年： | 乙巳年（蛇年）；西晋太康六年                                                                    |

## 大事记
- 马格斯战役（英语：Battle of the Margus）——夏，戴克里斯击败卡里努斯，成為唯一的奧古斯都，並改名為戴克里先，任命部將馬克西米安為凱撒。

## 各国领袖

### 亞洲
- 中國 - 西晋皇帝：晋武帝司马炎（265年－290年）
- 拓跋部 - 拓跋悉鹿，鲜卑大人（277年－286年）
- 铁弗 - 誥升爰（272年－309年）
- 南匈奴 - 劉淵，左部帅（279年－304年）
- 慕容鲜卑 - 慕容廆（285年－333年）
- 朝鲜半岛（朝鲜三国时代）
  - 百济 - 古尔王，百济王 （234年－286年）
  - 伽耶 - 麻品王，伽耶君主（259年－291年）
  - 高句丽 - 西川王，高句丽王（270年－292年）
  - 新罗 - 儒禮尼師今，新罗王（284年－298年）
- 日本- 誉田别尊，倭国国王（270年－310年）
- 亚美尼亚- 梯里达底三世，亚美尼亚王（252年－287年）
- 古卡特利王国（格鲁吉亚库思老王朝） - 米利安三世，伊比利亚国王（284年－361年）
- 巴克特里亞与健馱邏國- Hormizd一世（265年－295年）
- 波斯萨珊王朝 - 巴赫拉姆二世，波斯国王（276年－293年）
- 印度笈多王朝 - 瓶首王（英语：Ghatotkacha (king)），笈多国王（280年－319年）
- 泰米尔哲罗王朝 - Perumkadungo（257年－287年）
- 西薩特拉普王朝- Bhratadaman（278年－295年）

### 欧洲
- 罗马帝国 - 
  1. 卡里努斯，罗马皇帝（283年－285年）
  2. 戴克里先，罗马皇帝（284年－305年）
- 爱尔兰 - 
  1. Fothad Cairpthech and Fothad Airgthech，爱尔兰高王（284年－285年）
  2. Fiacha Sraibhtine，爱尔兰高王（285年－322年）

### 非洲
- 库施王朝 - Yesebokheamani（283年－300年）
- 阿克苏姆王国王朝 - Endubis（c.270－c.300年）

## 逝世
- 杜预，西晋政治家和学者（222年出生，37岁）